# Wiktor Malewski
Wiktor Malewski (ur. 15 marca 1846, zm. 11 grudnia 1941) – podporucznik, weteran powstania styczniowego.
Wiktor Malewski pochodził z Suwalszczyzny, w momencie wybuchu powstania był uczniem V klasy gimnazjum w Łomży.

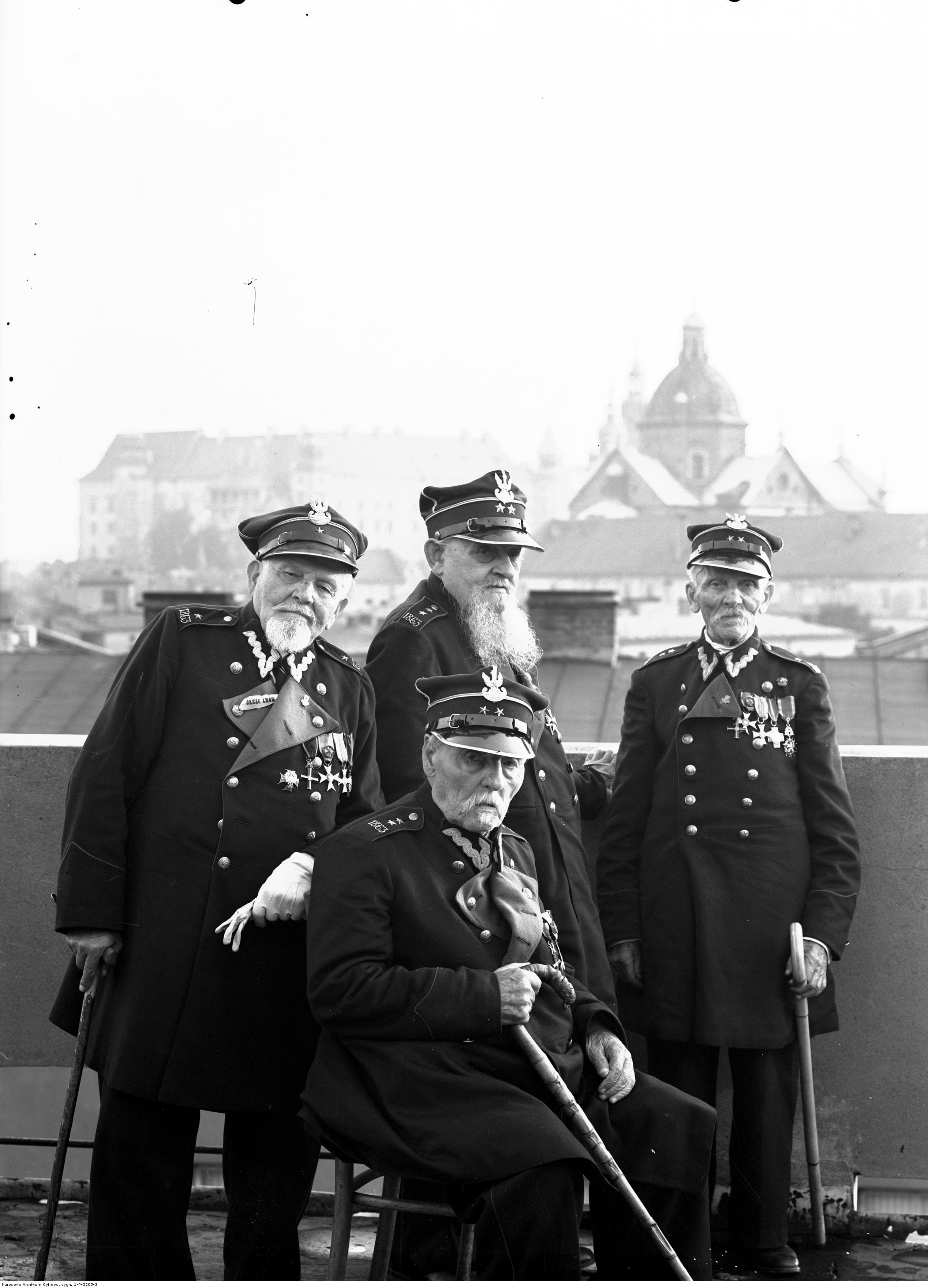
Weterani powstania 1863 r. od lewej Antoni Süss, Mamert Wandalli (w rzeczywistości mistyfikator), Walenty Milczarski, siedzi Wiktor Malewski

Po wybuchu powstania wstąpił do partii Skarżyńskiego, następnie po jej rozbiciu walczył w kawalerii Kobylińskiego. Wraz z oddziałem został wysłany do guberni grodzieńskiej. Walczył pod Białymstokiem i na Kurpiach. Dostał się do niewoli rosyjskiej, w której był torturowany. Był więziony przez 4 miesiące w Łomży. Został uwolniony dzięki wstawiennictwu rosyjskiego oficera znajomego jego brata.
Był wiceprezesem Stowarzyszenia Wzajemnej Pomocy Uczestników Powstania 1863 r..
W styczniu 1938 roku wraz z 49 weteranami oraz trzema weterankami (Marią Bentkowską, Marią Fabianowską i Lucyną Żukowską) został odznaczony Krzyżem Oficerskim Orderu Odrodzenia Polski.
W 1938 roku mieszkał w Warszawie. 22 stycznia 1939 dokonał odsłonięcia tablicy pamiątkowej dla uczczenia czynu powstańców 1863, ustanowionej na gmachu ratusza w Warszawie.
Zmarł w 1941 roku, został pochowany na Kwaterze Weteranów Powstania Styczniowego na Cmentarzu Wojskowym na Powązkach w Warszawie (13C-1-1).